# Bajo el mismo cielo
A Bajo el mismo cielo, egy 2015 és 2016 között vetített amerikai telenovella. Főszereplői: Gabriel Porras, María Elisa Camargo, Erika de la Rosa, Luis Ernesto Franco és Julio Bracho. A sorozat 2015. július 28-án 21:00 órakor került adásba a Telemundo csatornán.

## Történet
|  | Alább a cselekmény részletei következnek! |

Carlos Martínez illegális bevándorlóként érkezett Los Angeles-be feleségével, Teresával és fiával, Rodrigoval egy jobb élet reményében. Becsületes és szorgalmas ember. Állandó félelemben él, hogy kitoloncolhatják és elveszítheti két fiát: Rodrigot és Luis-t. Rodrigo évekkel ezelőtt egy bandához csatlakozott és megszakította a kapcsolatot a családjával. Jelenleg börtönbüntetését tölti. Carlos, hogy a saját lábára állhasson vesz egy teherautót a húgától kapott pénzből. Adela, a fiatal bandatag elrabolja az autót és Carlos szívét.
|  | Itt a vége a cselekmény részletezésének! |

## Szereplők

### Főszereplők
| Színész(nő)             | Szerepnév                   | Megjegyzés                                                    |
| ----------------------- | --------------------------- | ------------------------------------------------------------- |
| Gabriel Porras          | Carlos Martínez             | Kertész, Rodrigo és Luis édesapja                             |
| María Elisa Camargo     | Adela Morales / Mati        | Laura lánya, Matías húga, a La Colonia-banda (ex)tagja        |
| Erika de la Rosa        | Felicia Méndez              | La Frontera tulajdonosa, Cristóbal testvére                   |
| Luis Ernesto Franco     | Rodrígo Martínez 'El Faier' | Bűnöző, Carlos fia, Luis bátyja                               |
| Julio Bracho            | José Giménez 'El Colmillo'  | Bűnöző, Noemí édesapja                                        |
| Alejandro Speitzel      | Luis Martínez               | Carlos fia, Rodrigo öccse                                     |
| Mercedes Molto          | Deborah Sanders             | Jacob felesége, Susy édesanyja                                |
| Kendra Santacruz        | Greicy Cordero              | Ápolónő                                                       |
| José Guillermo Cortines | Cristóbal Méndez            | Rendőr, Felicia testvére                                      |
| Liz Gallardo            | María Martínez Solís        | Pincérnő, Rudolfo felesége, Carlos testvére, Lupita édesanyja |
| Fernando Noriega        | Willy López                 | Bűnöző, Sharon testvére                                       |
| Keller Wortham          | Jacob Sanders               | Újságíró, Deborah férje, Susy édesapja                        |
| Oka Giner               | Susy Sanders                | Jacob és Deborah lánya                                        |
| Raúl Arrieta            | Rudolfo Solís               | Zenész, María férje, Lupita édesapja                          |
| Freddy Flórez           | Santiago                    |                                                               |
| Rosalinda Rodríguez     | Laura Morales               | Alkoholista, Matías és Adela édesanyja                        |
| Ximena Ayala            | Juana García                |                                                               |
| Ahrid Hannaley          | Isabel Garrido              |                                                               |
| Kevin Aponte            | Nick Hernández              | Luis barátja és szomszédja                                    |
| Andrés Zúñiga           | Jay Ortega                  | Bűnöző, a La Colonia-banda tagja                              |
| Felipe Beltrán          |                             |                                                               |
| Cristina Mason          | Noemí                       | Bűnöző, a La Colonia-banda tagja, El Colmillo lánya           |
| Giancarlo Vidrio        | Mago                        |                                                               |
| Alma Itzel              | Sharon López                | Willy testvére, Luis barátnője                                |

### Vendég- és mellékszereplők
| Színész(nő)          | Szerepnév          | Megjegyzés                                 |
| -------------------- | ------------------ | ------------------------------------------ |
| Alejandro Fumero Gil | Brian              | Susy (ex)barátja                           |
| Carlos Ferro         | Matías Morales     | Laura fia, Adela bátyja                    |
| Cristal Aracely      | Trinidad           | Cseléd a Sanders-házban                    |
| Cristina Figarola    | Ramírez            | Rendőr                                     |
| Eunice Navares       | Ramona             | Cseléd a Sanders-házban                    |
| Gustavo Pedraza      | Casper             | A La Colonia-banda tagja                   |
| Hely Ferrigny        | Domingo            | Pap                                        |
| Juan Cepero          |                    | Ügyvéd                                     |
| Nicole Arci          | Lupita Solís       | María és Rudolfo lánya                     |
| Norma Matos          | Jill Donelly       | Börtönigazgató                             |
| Rayner Garranchan    |                    | Börtönőr                                   |
| Víctor Corona        | Tuercas            | Autószerelő, Adela főnöke                  |
| Yrahid Leylanni      | Teresa de Martínez | Carlos felesége, Rodrígo és Luis édesanyja |

## Fordítás
- Ez a szócikk részben vagy egészben  a   Bajo el mismo cielo (telenovela) című angol Wikipédia-szócikk fordításán alapul.  Az eredeti cikk szerkesztőit annak laptörténete sorolja fel. Ez a jelzés csupán a megfogalmazás eredetét és a szerzői jogokat jelzi, nem szolgál a cikkben szereplő információk forrásmegjelöléseként.